# Grand Stand Arena
A Grand Stand Arena é a segunda maior quadra de tênis do complexo esportivo Foro Italico, em Roma. É uma arena multifuncional, adequada também para receber shows e outros esportes.

## Histórico
Em 2012, no lugar da antiga quadra n.10, foi construído um novo estádio com capacidade para 3.500 lugares e denominado "SuperTennis Arena". No ano seguinte, a arena foi revisada, aproximando as arquibancadas do campo e aumentando a capacidade em 1000 lugares. Em 2014 mudou seu nome para "Grand Stand Arena" e em 2017 para "NextGen Arena", aumentando ainda mais o número de assentos. A atual "Grand Stand Arena" (ou TFS X. de "Temporary Flexible Stadium") foi construída em 2019 para obter um melhor impacto e melhor funcionalidade do que a anterior. É caracterizada por uma estrutura leve e modular, projetada para adaptabilidade. Tem uma estrutura de aço de 800 toneladas com revestimento de cloreto de polivinila reciclado e pisos de painéis galvanizados. A capacidade aumentou de 5.000 para 7.000 lugares e a curva sul foi convertida em palco. A construção começou em abril de 2019, para ser concluída a tempo para o Internazionali d’Italia daquele ano. Nos primeiros 10 anos, o CONI detém os direitos para alugar a arena.